# Golfe de La Canée
Le golfe de La Canée (en grec moderne : Κόλπος των Χανίων), ou golfe de Chania, est un golfe de la mer Méditerranée situé près de La Canée, en Crète.
L'Akrotíri délimite la partie est du golfe.